# Straßenhaus
Straßenhaus – miejscowość i gmina w zachodnich Niemczech, w kraju związkowym Nadrenia-Palatynat, w powiecie Neuwied, wchodzi w skład gminy związkowej Rengsdorf-Waldbreitbach. Do 31 grudnia 2017 wchodziła w skład gminy związkowej Rengsdorf.

## Współpraca
Miejscowości partnerskie:
- Ellingen, Bawaria
- Hohenberg-Krusemark, Saksonia-Anhalt